# Isak Engström
Isak Daniel Engström, född 2 november 1875  i Eskilstuna i Södermanlands län, död 30 augusti 1963 i Eskilstuna Klosters församling, var en svensk konstnär.
Han var son till fabrikören Carl August Engström. Han var som konstnär autodidakt och företog några studieresor till kontinenten och England. Tillsammans med Linnéa Nilsson ställde han ut i Båstad 1947. Hans konst består av porträtt och landskap i olja som i sin stil anknyter till en äldre realistisk målartradition.